# Verbascum undulatum
Verbascum undulatum är en flenörtsväxtart som beskrevs av Jean-Baptiste de Lamarck. Verbascum undulatum ingår i släktet kungsljus, och familjen flenörtsväxter. Inga underarter finns listade i Catalogue of Life.